# Aimee Mullins
Aimee Mullins (1976, Allentown, Pennsilvània, Estats Units) és una atleta, model i actriu estatunidenca, molt coneguda per la seva competència atlètica, tot i que té les dues cames amputades.
Va néixer amb una patologia anomenada hemimelia fibular que afecta principalment les cames i els peus, fent que creixin cap a dins. Això va fer que perdés les dues cames amb tan sols un any d'edat. El 1996, mentre estava a la universitat, va competir dins de l'associació nacional d'atletes col·legiats establint diverses marques en els Jocs Paralímpics d'Atlanta de 1996. Les seves marques personals són 15,77 segons per als 100 metres llisos, 34,60 segons pels 200 metres llisos i 3,5 metres en salt de longitud.
Ha treballat en el Pentàgon com a oradora motivacional. El 1999 va desfilar a les passarel·les londinenques per al dissenyador Alexander McQueen lluint pròtesis de fusta de freixe. Pot canviar la seva alçada des 1.80 a 2.05 metres depenent de les seves pròtesis i ha estat catalogada com una de les 5 dones més belles de la revista People. El 2002 va aparèixer a Cremaster 3, un llargmetratge de Matthew Barney, vestint un vestit de núvia amb botes de vidre. Un any més tard en una versió de Els cinc porquets d'Agatha Christie.

## Pel·lícules i televisió
- 2002 - Cremaster 3
- 2003 - Els cinc porquets
- 2006 - Marvelous
- 2006 - World Trade Center com a periodista
- 2008 - Quid Pro Quo